# Anne Bargain
Pour les articles homonymes, voir Bargain (homonymie).
Anne Bargain est une actrice française, principalement connue pour son rôle dans le film lesbien Alice de Sylvie Ballyot.

## Filmographie
- 2002 : Alice : Alice